# モンテ・マーカム
モンテ・マーカム（Monte Markham, 1935年6月21日 - ）は、アメリカ合衆国出身の俳優である。

## 出演作品

### テレビ
- レバレッジ 〜詐欺師たちの流儀(2012)
- FRINGE/フリンジ(2011-2012)
- コールドケース6(2008-2009)
- メルローズ・プレイス(1993-1995)
- ベイウォッチ(1989-2001)

### 映画
- 喰らう家 We Are Still Here (2015)
- ザ・ピラニア/殺戮生命体(1995)
- バトルトラック2053(1991)
- デイ・オブ・サタン(1988)
- シークレット・ウエポン(1987)
- トラブル・バケーション/熱い追跡(1987)（ビル・クローネンバーグ）
- ジェイク・スピード／熱砂の大冒険(1986)
- 殺しのベル(1982)
- ドロップアウト パパ(1982)
- リレントレス・若妻誘拐(1977)
- エアポート'77/バミューダからの脱出(1977)（バンカー）
- ミッドウェイ(1976)（マックス・レスリー中佐）
- 死の透視/爆弾魔を追う超能力教授(1972)
- SF火星の謎/アストロノーツ(1971)
- 新・荒野の七人 馬上の決闘(1969)（キーノ）
- 危機一髪! 西半球最後の日(1968)